# Ruud Geestman
Rudolf Wouter (Ruud) Geestman (Amsterdam, 26 februari 1944) is een voormalig voetballer en honkballer.
Ruud Geestman is een zoon van honkballer Wim Geestman.. Geestman groeide op bij de Amsterdamse amateurclub Rivalen Hij combineerde voetbal aanvankelijk met honkbal en kwam uit voor de vereniging VVGA. Hij werd in 1962 zelfs Europees kampioen met het Nederlands honkbalteam, maar na een hardnekkige schouderblessure koos Geestman definitief voor het voetbal. Hij maakte zijn debuut in het betaalde voetbal bij Blauw Wit uit zijn geboorteplaats Amsterdam. Aanvankelijk in de eredivisie, maar vanaf 1964 in de eerste divisie. 
In 1967 keerde de verdediger/middenvelder terug op het hoogste niveau bij Telstar. Na drie seizoenen bij De Witte Leeuwen stapte Geestman in 1970 over naar Go Ahead Eagles waar hij zijn beste tijd als voetballer doormaakte. Geestman bleef zes seizoenen aan de Vetkampstraat. In 1976 vertrekt hij naar Heracles, waar hij twee jaar later zijn profcarrière beëindigt.
Na zijn actieve loopbaan is Geestman in Deventer blijven wonen, waar hij als trainer meerdere clubs in het amateurvoetbal onder zijn hoede had. Zijn zoon, Marcel Geestman speelde ook kortstondig voor Go Ahead Eagles.